# El lobo negro
El Lobo Negro ist ein 1980 entstandener spanischer Abenteuerfilm in Koproduktion mit dem mexikanischen Fernsehen, der einen an Zorro erinnernden Helden des Titels in den Mittelpunkt der Handlung stellt. Der als Nachzügler der Italowestern-Welle unter der Regie von Rafael Romero Marchent entstandene Film wurde nicht im deutschen Sprachraum gezeigt.

## Inhalt
Carlos Aceves studiert im Jahr 1846 in Madrid, als er die Nachricht erhält, dass die Yankees die Stadt Monterrey überrannt haben. Als alter Mann verkleidet reist er nach Kalifornien. Als er seine Heimatstadt erreicht, erfährt er, dass sein Vater von den amerikanischen Truppen festgenommen wurde. Zu dessen Befreiung und um den Stadtbewohnern zu helfen, bedient er sich der Maske des Lobo Negro (Schwarzer Wolf). Nach und nach befreit er die Freunde seines Vaters, die als Verschwörer ebenfalls festgesetzt worden waren. Sein Hauptgegner ist der befehlshabende amerikanische Colonel. Mit Athletik und Gewitztheit gelingt es ihm, die Truppen zu besiegen; der Colonel wird versetzt.

## Kritik
- Tom Betts schreibt in Western all'Italiana: Das alles hat man natürlich vorher in irgend einem anderen Zorro-Film schon gesehen; aber Spaß macht es, die ganzen Western-Veteranen der Hochzeiten des Spaghettiwesterns in Nebenrollen zu erspähen.

## Sonstiges
- Eine direkt anschließend gedrehte Fortsetzung erschien unter dem Titel La venganza del Lobo Negro.